# سپیشسکا بلا
سپیشسکا بلا (به آلمانی: Zipser Bela) یک شهرک در اسلواکی با جمعیت ۶٬۱۸۹ نفر است که در Kežmarok District واقع شده‌است.